# 伊佐山伊三郎
伊佐山伊三郎（いさやま いさぶろう、1887年12月-1945年5月）は、日本の獣医師、朝鮮総督府官僚、朝鮮総督府道獣医官。

## 来歴・人物
埼玉県出身。旧制埼玉県立熊谷中学校、旧制第二高等学校を経て、1915年、東京帝国大学農科大学獣医学科卒業。
1920年、青島守備軍民政部技師となる。1925年、朝鮮総督府道獣医官仁川牛検疫所長となる。1927年以降、朝鮮総督府道獣医官兼朝鮮総督府道技師、移出牛検疫所長、京畿道警察部衛生課技師、警務局衛生課、獣疫血清製造所長、家畜衛生研究所長、警務局家畜防疫に関する専任技師を歴任する。
1936年、朝鮮総督府警務局家畜衛生主任道獣医官となる。

## エピソード
移出牛の血清診断の強制制度を緩和するための交渉の際、農林省に派遣され折衝した。